# Vicus
Латинским словом Vicus (мн.ч. vici) обозначают городской квартал, либо поселение в древнеримском государстве. При этом размер населённого пункта не имеет значения: викус мог представлять из себя как небольшое расположенное вдоль дороги ремесленно-торговое селение, так и приближаться по своим размерам к городу, но не являться всё же civitas или тем более муниципием.

## Vici в городе Риме
Викус в Риме — это наименование одного из кварталов, или одной из частей города, которых согласно Плинию Старшему насчитывалось 256. В то же самое время термин викус относился и к (главной) улице, проходящей через соответствующий квартал.

## Vici в провинциях
Vici возникали и существовали, как правило, на пересечениях торговых или военных путей, вблизи от переправ, либо месторождений полезных ископаемых как небольшие поселения, ориентированные на предоставление различного рода услуг и мелкое ремесленное производство. Во многих из них проводился рынок, служивший местом сбыта для произведённой на сельских виллах сельскохозяйственной продукции. Кроме того vici могли возникать вокруг мест религиозного почитания и выхода целебных минеральных вод.
Римские vici не имели собственного управления и не обладали самостоятельным правовым статусом, подчиняясь особым административным единицам, называемым civitas, на территории которых они находились. В ряде случаев викус, однако, мог получать более высокий статус главного города civitas, как например Нида на северо-западе современного Франкфурта-на-Майне, либо Лоподунум. Вместе с тем далеко не всегда vici обладали общественными зданиями типа терм, храма, или театра.

## Vici при военных лагерях
Особый тип образуют гражданские поселения при каструмах, особенно распространённые вдоль границ Империи в германских провинциях и называемые также канаба (canabae legionis), в случае если они возникали вокруг лагеря легиона. В таких vici наряду с солдатскими жёнами и семьями селились в первую очередь также трактирщики, ветераны, ремесленники и торговцы, удовлетворявшие повседневные нужды расквартированных воинских подразделений. Следы занятия сельским хозяйством встречаются, скорее, редко. В своём существовании такие поселения были во многом зависимы от военного лагеря, и с передислокацией легиона могли исчезать. С другой стороны, многие подобные vici смогли развиться в полноценные общины, если они находили свою нишу на местном рынке.

## Термин Vicus в Средние века
Интересно, что и после падения Римской империи понятие викус продолжало использоваться для обозначения ряда поселений: так, будущий город Плауэн в одном из писем наумбургского епископа Дитриха I за 1122 г. впервые письменно упомянут как Vicus Plawe.